# Gustav Friedrich Grossman
Gustav Friedrich Wilhelm Grossman, född 30 november 1746, död 20 maj 1796, var en tysk skådespelare, författare och teaterledare.
Grossman var tidigare preussisk diplomat, väckte i början av 1770-talet uppseende som teaterförfattare, blev 1774 skådespelare och ledde senare eget sällskap. Grossmans stycken, bland annat Die Feuersbrunst (1773), Adelheid von Veltheim (1780) och Nicht mehr als sechs Schüsseln (1780) var på sin tid mycket populära.